# 石川久式
石川 久式（いしかわ ひさのり）は、戦国時代の武将。

## 経歴・人物
永禄10年（1567年）父・久智が明善寺合戦にて負った傷により病没すると、家督を継いだ。元亀2年（1571年）毛利元就に従い九州に参陣中に尼子勝久勢に幸山城を奪われるが、これを奪回する。天正2年（1574年）三村元親が毛利輝元勢から離反し、織田信長勢に属すと、これに従った。翌年天正3年（1575年）備中松山城の戦いにて三村元親の副将格として入城するものの敗れ、自刃した。